# Takaaki Hori
Takaaki Hori (堀孝明, Takaaki Hori), né le 1er juillet 1992 à Utsunomiya, est un coureur cycliste japonais.

## Palmarès et classements mondiaux

### Palmarès
- 2011
  - JBCF J-Elite Tour Tsugaike E2
  - JBCF J-Elite Tour Hiroshima E3
- 2016
  - Challenge cycle road race A-E
  - 3e du JBCF J-Pro Tour Ishikawa